# WWHA
Koordinaten: 38° 35′ 46″ N, 80° 23′ 54″ W
WWHA oder WWHA-FM war ein nichtkommerzieller US-amerikanischer Hörfunksender aus Webster Springs im US-Bundesstaat West Virginia. WWHA sendete im Top 40-Format auf der UKW-Frequenz 89,3 MHz. Eigentümer und Betreiber war die West Virginia Educational Broadcasting Authority.